# Elecciones municipales de San José de 2010
Las elecciones municipales de San José de 2010 se realizaron el domingo 5 de diciembre para elegir al alcalde, vicealcaldes, síndicos y concejales de distrito del cantón central de San José, capital de Costa Rica. Debido a que una reforma legal unificó las elecciones municipales con las de regidores el Tribunal Supremo de Elecciones decretó que por una única vez las autoridades electas en estos comicios ejercerían sus cargos por seis años, por lo que las siguientes elecciones serían en 2016.
Resultó vencedor con más del 60% de los votos el alcalde en ejercicio Johnny Araya Monge del Partido Liberación Nacional, en ese momento oficialista. Fueron candidatos también la exdiputada Gloria Valerín Rodríguez por el Partido Acción Ciudadana (entonces primera fuerza de oposición), el también exdiputado y excandidato presidencial Óscar López Arias del Partido Accesibilidad Sin Exclusión, así como Mario Alfaro del Movimiento Libertario y Luis Polinaris del Partido Integración Nacional.